# Аліханян Геворк Саркісович
Геворк Саркісович Аліханян (1897 , Тифліс  — 13 лютого 1938 , Комунарка, Московська область ) — радянський партійний діяч. Перший секретар ЦК КП(б) Вірменської РСР у 1920–1921 роках. Вітчим Олени Боннер.

## Біографія
Народився у Тіфлісі, в родині робітника-вірмена.
Аліханов закінчив семінарію в Тифлісі разом із Анастасом Мікояном, разом із ним був членом дашнаків (вірменська національна партія), разом стали більшовиками.
Член РСДРП(б) з 1917 року. Активний учасник Бакинської комуни та встановлення радянської влади у Вірменії 1920 року.
Перший секретар Компартії Вірменської РСР з грудня 1920 до квітня 1921 року.
Пізніше обіймав посади секретаря Бауманського, Виборзького, Василеострівського районних комітетів партії (Ленінград), першого секретаря Володарського райкому. Був обраний делегатом з'їздів ВКП(б), що відбувались у Москві — XV (у грудні 1927) та XVI (у липні 1930).
З 1931 року — працівник Комінтерну, член виконкому, завідувач відділом кадрів Комінтерну.
1937 року був репресований. Розстріляний 13 лютого 1938 року на полігоні «Комунарка». 1956 року був реабілітований.

## Родина
Дружина — Руф Григорівна Боннер (1900—1987), мати Олени Боннер — була також заарештована 10 грудня 1937 року й засуджена до 8 років заслання. Реабілітована 1954 року.